# Joseph Pinzolo
Bonaventura "Joseph" Pinzolo (1887 – 5 de septiembre de 1930), también conocido por el apodo "Fat Joe", fue un mafioso ítalo-estadounidense que actuó como jefe de la Familia criminal Reina durante unos pocos meses del año 1930.
En julio de 1908, Pinzolo fue arrestado por tratar de detonar una bomba en el 314 de la calle 11 Este en un esfuerzo de forzar al propietario Francisco Spinelli a pagar una extorsión a la Mano Negra. Luego de su arresto, Pinzolo abandonó a su jefe Giuseppe Costabile, un camorrista que controlaba el área al sur de Houston Street hasta Canal Street y desde East Broadway hasta el río East. Pinzolo fue condenado a una condena de entre 2 años y 8 meses a 5 años luego de negarse a testificar contra Costabile.
En febrero de 1930, Gaetano Reina fue asesinado y el jefe Joseph Masseria apoyó a Pinzolo para que tomara control de la familia Reina. Pinzolo podría haber sido responsable del asesinato de Reina, sin embargo, la principal sospecha recae en Vito Genovese. Como jefe, Pinzolo no estaba familiarizado con los miembros de su propia familia y el área de Harlem del Este. Su promoción molestó a Tommaso Gagliano, Tommy Lucchese y Dominick Petrilli, quienes formaban un grupo rebelde dentro de la familia y planearon su asesinato. El 5 de septiembre de 1930, el cuerpo de Pinzolo se encontró en el edificio Brokaw en el 1487 de Broadway en la Suite 1007 ocupada por la empresa California Dry Fruit Importers. La oficina fue alquilada por Tommy Lucchese cuatro meses antes. Según Joseph Valachi, el asesino fue Girolamo Santuccio. Valachi también mencionó que luego del asesinato de Pinzolo, se celebró una reunión en Staten Island para descubrir quien fue responsable del asesinato.